# Розана (Сан-Паулу)
Розана (порт. Rosana)  —  муниципалитет в Бразилии, входит в штат Сан-Паулу. Составная часть мезорегиона Президенти-Пруденти. Входит в экономико-статистический  микрорегион Президенти-Пруденти. Население составляет 26 814 человека на 2006 год. Занимает площадь 741,216 км². Плотность населения — 36,2 чел./км².
Праздник города —  5 ноября.

## История
Город основан в 1991 году.

## Статистика
- Валовой внутренний продукт на 2003 составляет 806.216.491,00 реалов (данные: Бразильский институт географии и статистики).
- Валовой внутренний продукт на душу населения на 2003 составляет 31.458,42 реалов (данные: Бразильский институт географии и статистики).
- Индекс развития человеческого потенциала на 2000 составляет 0,815 (данные: Программа развития ООН).

## География
Климат местности: субтропический. В соответствии с классификацией Кёппена, климат относится к категории Cfa.